# 一吻定江山
《一吻定江山》（英語：Never Been Kissed）是一部1999年由二十世紀福斯出品的美国喜剧电影。该片由拉加·哥斯奈尔（Raja Gosnell）导演，茱兒·芭莉摩、大衛·艾奎特、麥可・方丹等主演，同時也是詹姆斯·法蘭科首次出現在大銀幕。

## 剧情介绍
该片讲述一个地方报社的不修边幅没交往过男友的女记者，假扮成中学生的样子潜入当地中学卧底采访，并最终找到真爱献出初吻的故事。